# Lock-Up (serie televisiva)
Lock-Up è una serie televisiva statunitense in 78 episodi trasmessi per la prima volta nel corso di 2 stagioni dal 1959 al 1961.
È una serie del genere investigativo ambientata a Filadelfia.

## Trama
Herbert L. Maris è un avvocato di Philadeflia impegnato a difendere soprattutto persone accusate ingiustamente. Ad aiutarlo a risolvere i casi che gli vengono sottoposti è il tenente della polizia Jim Weston.

## Personaggi e interpreti
- Herbert L. Maris (78 episodi, 1959-1961), interpretato da Macdonald Carey.
- Tenente Weston (78 episodi, 1959-1961), interpretato da John Doucette.
- Miss Brent (22 episodi, 1959-1960), interpretato da Joan Granville.
- Casey (6 episodi, 1960-1961), interpretato da Olive Carey.

### Altri interpreti e guest star
Kenneth Alton (5 episodi), Cyril Delevanti (4), Frank Warren (3), Larry Hudson (3), Charles Davis (3), Mary Newton (3), William Bryant (3), Dick Geary (3), George DeNormand (3), Don Eitner (3), H.E. West (3), Mauritz Hugo (3), Dennis O'Flaherty (3), Jean Carson (3), Jan Shepard (2), Anna Lee (2), June Vincent (2), Pamela Duncan (2), Charles Maxwell (2), Kasey Rogers (2), Penny Edwards (2), Brett King (2), Jack Reitzen (2), Richard Crane (2), Barbara Collentine (2), Francine York (2), Joel Lawrence (2), Joe McGuinn (2), George Becwar (2), Leon Alton (2), Ellen Corby (2), Jack Hogan (2), Wanda Hendrix (2), Andrea King (2), Helen Walker (2), Barry Russo (2), Lee Warren (2), Jeanne Bates (2), Neil Hamilton (2), Ross Elliott (2), James Griffith (2), Karyn Kupcinet (2), Patricia Manning (2), Ken Drake (2), John Gallaudet (2), Victor Rodman (2), Byron Morrow (2), Harlan Warde (2), Douglas Dick (2), William Flaherty (2), Jonathan Hole (2), Helen Mowery (2), Kathie Browne (2), Dean Harens (2), Robert Knapp (2), Robert Gothie (2), Joyce Taylor (2), Robert Christian (2), Mike Steele (2), Juli Reding (2), George Eldredge (2), Walter Stocker (2), Patricia Corrigan (2), Buddy Lewis (2), Darah Marshall (2), June Blair (2), Phillip Terry (2), Len Hendry (2), Raymond Largay (2), Dayton Lummis (2), Mike Ragan (2), Chuck Webster (2), Rosemary Day (2), Russell Arms (2), Vinton Hayworth (2), Gene Roth (2), Kort Falkenberg (1), Robert Gist (1), Paul Lambert (1), Anna-Lisa (1), John Archer (1), James Best (1), Henry Brandon (1), John Carradine (1), Lon Chaney Jr. (1), Susan Cummings (1), John Hubbard (1), Douglas Kennedy (1), BarBara Luna (1), Patricia Medina (1), Joan O'Brien (1), Mala Powers (1), Burt Reynolds (1), Robert F. Simon (1), Richard Arlen (1), Jack Cassidy (1), Gage Clarke (1), Audrey Dalton (1), Carter DeHaven (1), Don Haggerty (1), Ray Hamilton (1), Tommy Ivo (1), Adele Mara (1), Sue Randall (1), Joe Sawyer (1), Reedy Talton (1), Robert Conrad (1), Myron Healey (1), Guy Prescott (1), Stanley Adams (1), Paul Carr (1), Jackie Coogan (1), Jack Ging (1), Diana Millay (1), Nico Minardos (1), Carol Ohmart (1), James Philbrook (1), Al Ruscio (1), William Schallert (1), Norman Sturgis (1), Steven Terrell (1), Mary Webster (1), John Burns (1), Danielle De Metz (1), Elaine Devry (1), Emmaline Henry (1), Barbara Lang (1), Britt Lomond (1), Nancy McCarthy (1), Lory Pastick (1), Charles Quinlivan (1), Nancy Rennick (1), Guy Stockwell (1), Robert Warwick (1), Jan Arvan (1), Richard Bakalyan (1), Art Baker (1), Millie Barrett (1), Tom Brown (1), Barbara Hines (1), Lili Kardell (1), Jane Nigh (1), Leonard Nimoy (1), Vicki Raaf (1), Bert Remsen (1), John Vivyan (1), Sandra Warner (1), Frank Woolf (1), Argentina Brunetti (1), Walter Coy (1), Louis Mercier (1), Mary Tyler Moore (1), Bek Nelson (1), Hank Patterson (1), Stefanie Powers (1), Sonia Torgeson (1), Richard Benedict (1), Nick Dennis (1), Joey Faye (1), William A. Forester (1), Wilma Francis (1), Connie Hines (1)

## Produzione
La serie fu prodotta da Henry S. Kesler e Jack Herzberg per la ZIV Television Programs Le musiche furono composte da Hayes Pagel.

### Registi
Tra i registi sono accreditati:
- Jack Herzberg in 24 episodi (1959-1961)
- Henry S. Kesler in 9 episodi (1959-1960)
- Leslie Goodwins in 8 episodi (1960-1961)
- Eddie Davis in 7 episodi (1959-1961)
- Fred Hamilton in 5 episodi (1960-1961)
- Walter Doniger in 4 episodi (1959-1960)
- Dane Clark in 3 episodi (1959-1960)
- Franklin Adreon in 3 episodi (1960)
- Joe McDonald in 3 episodi (1961)
- William Conrad in 2 episodi (1960)
- Monroe P. Askins in 2 episodi (1961)
- Robert Florey in un episodio (1959)
- Paul Guilfoyle in un episodio (1959)
- Leon Benson in un episodio (1960)
- Leon Chooluck in un episodio (1960)
- Alan Crosland Jr. in un episodio (1960)
- Otto Lang in un episodio (1960)
- Christian Nyby in un episodio (1960)
- James P. Yarbrough in un episodio (1960)

### Sceneggiatori
Tra gli sceneggiatori sono accreditati:
- Stuart Jerome in 9 episodi (1960-1961)
- Jack Rock in 9 episodi (1960-1961)
- Robert Bloch in 5 episodi (1960-1961)
- Gene Lesser in 5 episodi (1960-1961)
- George Fass in 4 episodi (1959-1961)
- Gertrude Fass in 4 episodi (1959-1961)
- Stanley H. Silverman in 4 episodi (1959-1960)
- Meyer Dolinsky in 4 episodi (1960-1961)
- Stan Cutler in 3 episodi (1959-1960)
- Bob Mitchell in 3 episodi (1960-1961)
- Sidney Morse in 3 episodi (1960)
- Kathleen Blatz in 3 episodi (1961)
- Malvin Wald in 2 episodi (1959-1961)
- Guy de Vry in 2 episodi (1959-1960)
- Jack Jacobs in 2 episodi (1959-1960)
- Robert E. Thompson in 2 episodi (1959-1960)
- Vernon E. Clark in 2 episodi (1960-1961)
- Charles B. Smith in 2 episodi (1961)

## Distribuzione
La serie fu trasmessa negli Stati Uniti dal 26 settembre 1959 al 10 giugno 1961 in syndication. È stata distribuita anche in Germania Ovest con il titolo Anwalt der Gerechtigkeit.

## Episodi
| Stagione         | Episodi | Prima TV USA |
| ---------------- | ------- | ------------ |
| Prima stagione   | 39      | 1959-1960    |
| Seconda stagione | 39      | 1960-1961    |